# Stefan Zienkowski
Stefan Zienkowski (ur. 1853 Poznańskie, zm. 24 kwietnia 1929 Warszawa) – polski księgarz.

## Życiorys
W 1881 r. wraz z Robertem Schatkem założył w Łodzi księgarnię "St. Zienkowski i Sp.". Trzy lata później wycofał się z interesu i pracował w księgarniach warszawskich. W l. 1907-1908 był współwłaścicielem księgarni i składu nut. Po 1918 r. zatrudniony był m.in. w wydawnictwie Książnica-Atlas. Cztery ostatnie lata życia spędził pracując w warszawskiej księgarni Ossolineum.  